# ارباب آینه

ارباب آینه عنوان چندین ابرشرور خیالی در کتابهای کمیک منتشر شده توسط دی‌سی کامیکس است. او یک دشمن مکرر فلش است که دارای تخصص و مهارت فنی قابل توجهی در استفاده از آینه‌ها است. سه نفر از عنوان ارباب آینه استفاده کرده‌اند (یک زوج که در زمان‌های مختلف عضو دشمنان بوده‌اند). در سال ۲۰۰۹ ارباب آینه توسط آی‌جی‌ان به عنوان هفتاد و نهمین کتاب تبهکاری در کتاب‌های کمیک در همه دوران‌ قرار گرفت.
نسخه سم اسکادر ارباب آینه توسط دیوید کسیدی در سریال فلش ۱۹۹۰ و توسط گری دیمون در سریال فلش ۲۰۱۴ به تصویر کشیده شده‌است، در حالی که نسخه دیگر ارباب آینه یعنی ایوا مک‌کالک (Eva McCulloch) در فلش ۲۰۱۴ جنسیتش تغییر کرده و نامش به ایوا مک‌کالک تغییر کرده‌است که در ششمین فصل و هفتمین فصل این سریال توسط افرات دور بازیگری شده‌است.